# دانشگاه پاریس ۸

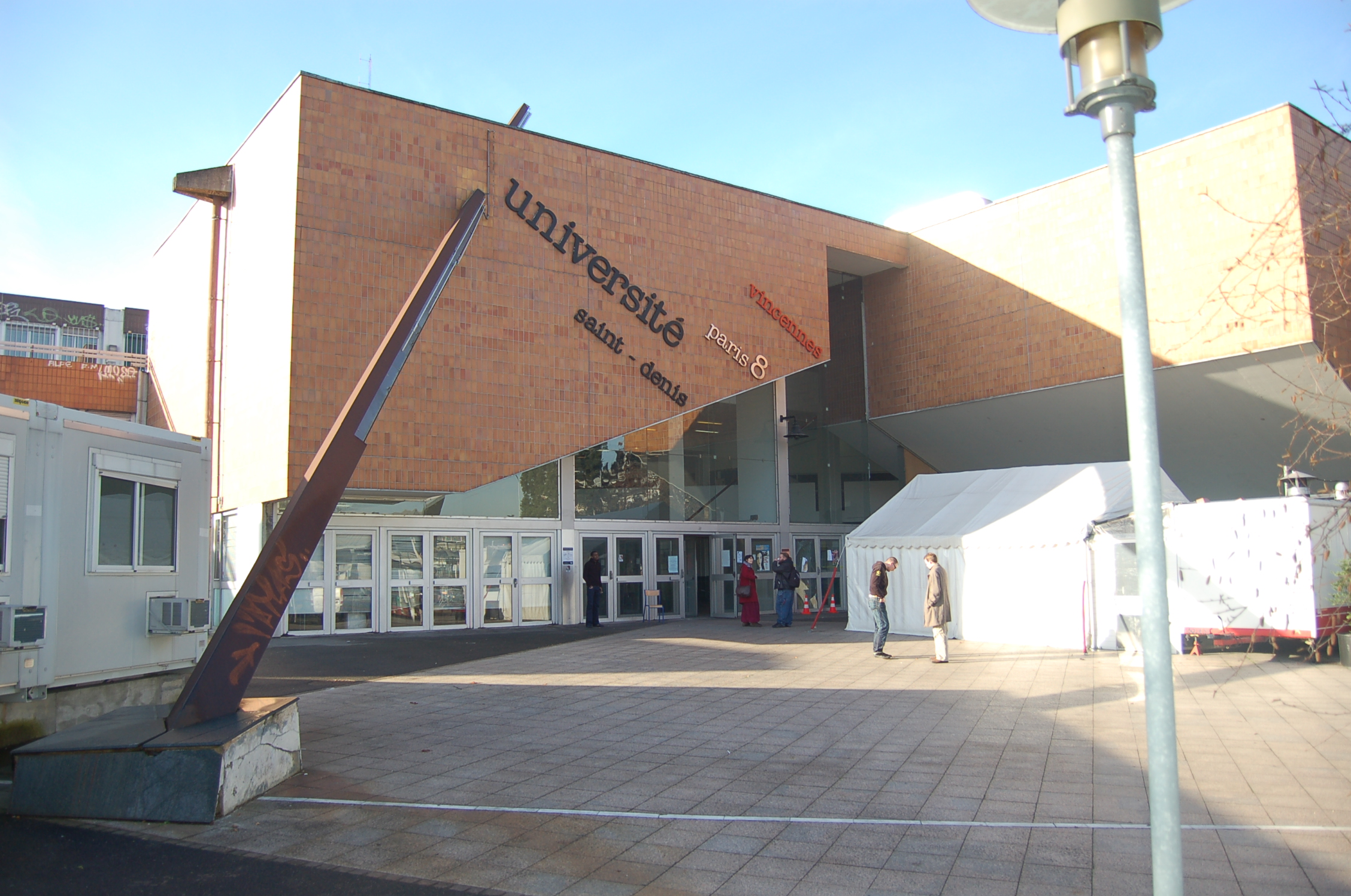
دانشگاه پاریس ۸

دانشگاه پاریس ۸ یا دانشگاه ونسن در سَن-دُنی (به فرانسوی: Université de Vincennes à Saint-Denis) یک دانشگاه دولتی سینما در پاریس است که در حال حاضر یک مؤسسه دولتی مستقل و بخشی از دانشگاه برادران لومیر پاریس می‌باشد که دروس مقطع کارشناسی و پایین‌تر (به جز زبان‌های مدرن) در آن به فرانسه تدریس می‌شود.

## تاریخچه
دانشگاه پاریس که یکی از قدیمی‌ترین مراکز آموزشی در دنیاست،
در پی مطالبات برای آزادی بیشتر و اعتراضات خیابانی دانشجویان در حوادث ماه مه ۱۹۶۸ محله لاتن به ۱۳ دانشگاه خودمختار تقسیم شد، و این دانشگاه با نام دانشگاه پاریس هشتم یا دانشگاه ونسن در ۳۱ دسامبر ۱۹۷۰ رسماً فعالیت خود را به عنوان دانشگاهی مستقل آغاز نمود.

## آموزش دانشگاهی
در سال ۱۹۸۰ این دانشگاه به حومه شهر پاریس (سَن دُنی (به فرانسوی: Saint-Denis)) نقل مکان نمود.
ظرفیت پذیرش ۲۴٬۰۰۰ دانشجو در هر سال باعث می‌شود که دانشگاه ونسن به عنوان دانشگاه مهمی در سطح بین‌المللی در زمینه آموزش علوم سیاسی، سینما، علوم ارتباطات و مطالعات فمینیستی مطرح باشد.
در این دانشگاه بیش از یک صد دوره در مقطع کارشناسی و کارشناسی ارشد و دیپلم ارائه می‌شوند.

## ارتباط با مراکز آموزشی
دانشگاه پاریس هشتم با دانشگاه‌های زیادی در سراسر جهان مانند دانشگاه برکلی، آکادمی فیلم پکن، دانشگاه بوستون و دانشگاه برلین در زمینه‌های مختلف علمی مشارکت دارد و همچنین از سال ۲۰۱۶ با دانشگاه روژاوا در شمال سوریه شروع به همکاری نموده‌است.